# Point de Suture
Point de suture é o setimo álbum de estúdio de Mylène Farmer, publicado em 25 de Agosto de 2008 pela gravadora Polydor. O álbum ja conta com 700 000 exemplares vendidos somente na França. Todos os seus cinco singles (Dégénération, Appelle mon numéro, C'est dans l'air, Si j'avais au moins... e Sextonik) ficaram em primeiro lugar na parada francesa fazendo com que cantora seja a artista que teve mais músicas em primeiro lugar na frança.
O album também foi um sucesso comercial na Russia, onde foi certificado vinte e mil cópias no dia do lançamento.
Alcançou o topo das paradas na Bélgica e  ficou no top dez da Suiça e Grécia.

## Histórico
Pascal Nègre, presidente da Universal Music, anunciou oficialmente em 28 de janeiro de 2008 no jornal francês 'Le Figaro' 'que Farmer lançaria um novo álbum em 2008.

## Faixas
1. Dégénération
2. Appelle mon numéro
3. Je m'ennuie
4. Paradis inanimé
5. Looking for My Name
6. Point de Suture
7. Réveiller le monde
8. Sextonik
9. C'est dans l'air
10. Si j'avais au moins...
11. Ave Maria